# Амбилинейность
Амбилине́йность (от лат. лат. ambo — оба и лат. linea — линия)— правило счета родства, формирующее лишь одну линию происхождения от предка, но позволяющее в каждом поколении привлекать к этому любого из родителей. Возникает комбинация чередующихся мужских и женских связей. На основе амбилинейности появляются такие группы, как рэмидж и септ. Встречается такой принцип у народов Полинезии, Микронезии, у некоторых племен Северо-западного побережья Северной Америки.
Отличается от билинейности, когда параллельно учитываются две линии родственников, как по отцу, так и по матери(см. матрилинейность и патрилинейность). Противоположный принцип — унилинейность. Все эти термины в этнографии объединяются в группу под названием «линейность».

## Использованная литература
- Народы и религии мира / Под ред. В. А. Тишкова. М., 1998.
- Итс Р. Ф. Введение в этнографию. Ленинград, 1974.